# Geschiedenis van Noord-Korea
De geschiedenis van Noord-Korea begon officieel met de vestiging van de staat op 9 september 1948.

## Begin van het socialistische Noord-Korea
De recente geschiedenis van Noord-Korea begint op 15 augustus 1945. Korea was toen, sinds 1910, bezet/geannexeerd door Japan, een situatie waaraan een einde kwam tegen het einde van de Tweede Wereldoorlog, met de atoombom op Hiroshima en Nagasaki en vervolgens de overgave van Japan. Het bewind over Korea werd verdeeld: het zuidelijke deel werd bezet door de Verenigde Staten en het noorden door de Sovjet-Unie. In het door de Sovjet-Unie bestuurde deel plaatsten de Russen Cho Man-sik, een nationalist, aan het hoofd van een voorlopig volkscomité (augustus 1945). Na de terugkeer van Kim Il-sung naar Korea in oktober 1945 werd hij medevoorzitter van het volkscomité. Reeds rond de jaarwisseling werd Cho Man-sik gearresteerd en consolideerden de communisten en hun sympathisanten hun machtsposities.
Onder invloed van de Sovjet-machthebbers kwam op 29 augustus 1946 Noord-Korea's Koreaanse Arbeiderspartij aan de macht, onder leiding van Kim Tubong en Kim Il-sung. De partij voerde politieke en economische hervormingen door waarbij niet-communistische invloeden werden uitgeschakeld, religie werd onderdrukt en een partij-geleide economie werd ingesteld. Kim Il-sung zou tot in de jaren negentig in Noord-Korea de touwtjes in handen houden.
Op 9 september 1948 werd in Pyongyang de Democratische Volksrepubliek Korea (Engelse afkorting: DPRK) uitgeroepen. Noord-Korea als zelfstandige staat was daarmee een feit.

## Koreaanse Oorlog

Tijdens de Koreaanse Oorlog veroverde het Noord-Koreaanse leger in eerste instantie bijna het gehele zuiden, op een klein gebied rond de stad Busan (groen op de kaart) na.

In juni 1950 viel het Noord-Koreaanse leger Zuid-Korea binnen en begon de Koreaanse Oorlog. Met behulp van een tactisch hoogstandje (de amfibische landing bij Incheon, ver achter de Noord-Koreaanse linies) en het nodige geluk slaagde bevelhebber Douglas MacArthur erin de Noord-Koreanen terug te dringen tot aan de grenzen van China. Het strijdtoneel tussen de bijna verslagen Noord-Koreanen en oprukkende VN-troepen onder leiding van de Amerikanen werd ondertussen met argusogen bekeken door Mao Zedong, die de VN-troepen volgens zijn naaste medewerkers als westerse imperialisten zag. Daarvoor had de Chinese leider Mao Zedong de Amerikaanse generaal Douglas MacArthur al gewaarschuwd om niet op te rukken richting de Yalu of anders zou het tot een oorlog komen. Douglas MacArthur verwachtte dat het niet zo ver zou komen aangezien de VS over kernwapens beschikte, en wilde een totale overwinning op het communisme. De Volksrepubliek China intervenieerde in het najaar van 1950 met een enorm staand leger, onder andere vanwege de vermeende dreiging van Amerikaanse legereenheden aan hun grenzen en het feit dat de Verenigde Staten openlijk steun gaven aan de nationalistische Chinezen op het eiland Formosa (het huidige Taiwan), onder leiding van Chiang Kai-shek. De VS zette de 7e vloot in ter bescherming van Formosa. De Amerikaanse president Truman had zich stevig vergist in de Chinese reactie. De Chinezen voelden zich ernstig bedreigd door de westerse troepen die tot op een steenworp afstand van hun grenzen opgerukt waren. 
De aanvallende Chinezen drongen de westerse coalitie terug tot de 38e breedtegraad, die tot op de dag van vandaag de grens tussen Noord- en Zuid-Korea vormt. Douglas MacArthur werd op 11 april 1951 ontheven uit zijn functie als bevelhebber over de VN-troepen in Korea. Hij had namelijk controversiële verklaringen afgelegd over een mogelijke uitbreiding van de oorlog tot in China en over mogelijk gebruik van kernwapens op tactische doelen in China. Generaal MacArthur vroeg de Amerikaanse president Harry Truman toestemming om atoombommen op China te gooien, maar die weigerde dit uit vrees voor een nucleaire oorlog. Noord-Korea en China hadden dan wel geen beschikking over kernwapens, maar ze werden gesteund door de Sovjet-Unie. 

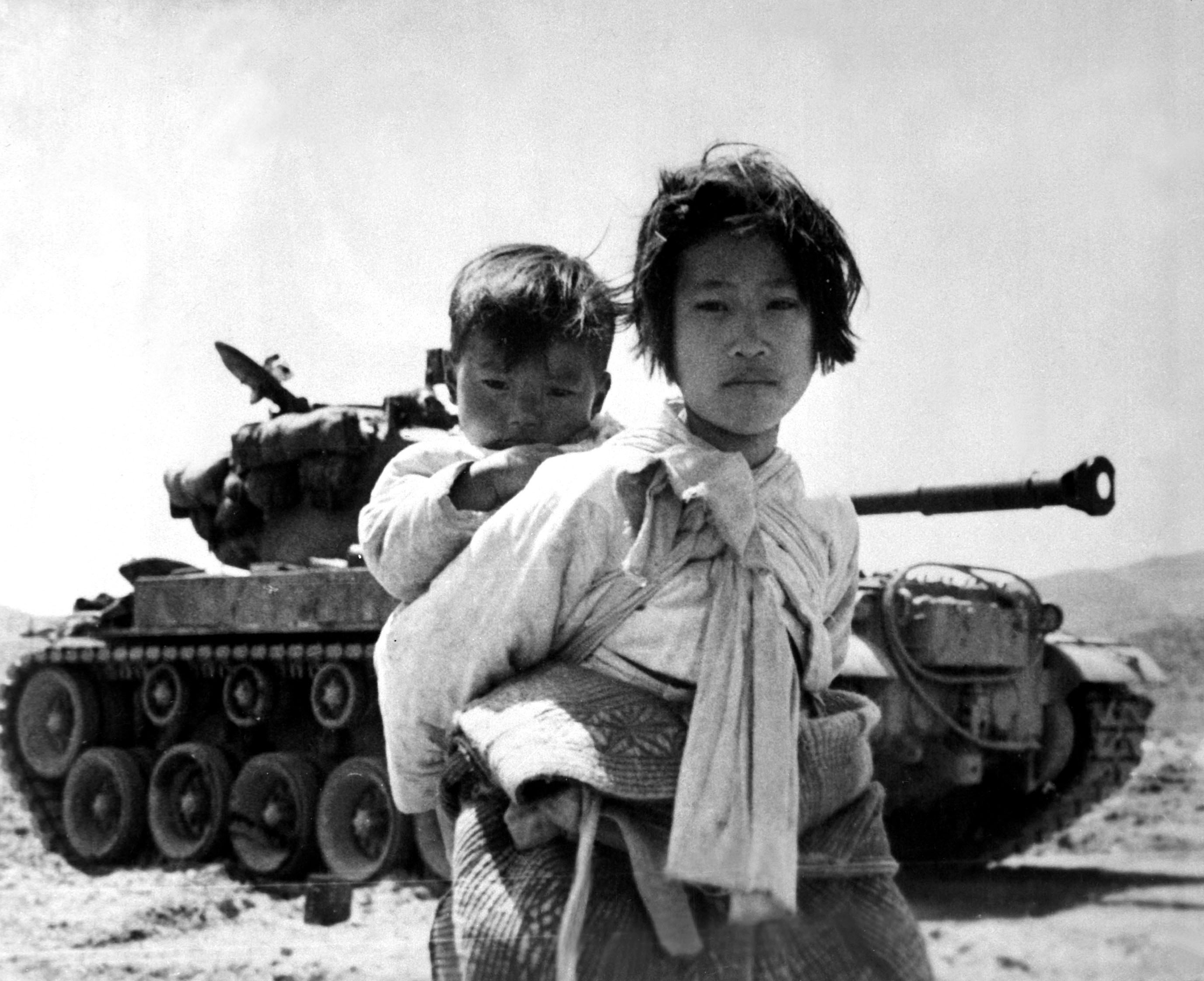
Koreaanse burgers tijdens de oorlog: vermoedelijk kwamen 2,5 miljoen burgers om het leven.

In de periode die volgde sleepte de oorlog zich voort, waarin successen en tegenslagen voor beide partijen elkaar afwisselden. Vaak vielen de Noord-Koreaanse en Chinese troepen in het donker aan en trokken zich bij het aanbreken van het daglicht massaal terug. Medio 1951 werden er pogingen gedaan vredesonderhandelingen te beginnen. Daarmee kon op 10 juli 1951 in Kaesŏng worden begonnen. De onderhandelingen sukkelden maandenlang voort en werden herhaalde malen gestaakt. Een groot struikelblok was de uitwisseling van krijgsgevangenen. Pas na de dood van Sovjetleider Stalin in maart 1953 werd er weer voortgang geboekt en op 27 juli 1953 kon er te Panmunjeom een staakt-het-vuren worden afgekondigd.
Om de Noord-Koreaanse leiders onder druk te zetten hebben de Amerikanen in de laatste twee jaar van de oorlog Noord-Korea aan een genadeloos bombardement met napalm onderworpen. Daarbij zijn waarschijnlijk wel 500.000 mensen om het leven gekomen.
Deze "vergeten oorlog" heeft aan beide kanten miljoenen levens gekost. In deze oorlog werd Zuid-Korea geholpen door de Verenigde Staten (onder de vlag van de Verenigde Naties), Noord-Korea door China. Sindsdien staan de legers van de twee landen oog in oog met elkaar aan weerszijden van de gedemilitariseerde zone. In 1961 ondertekenden China en Noord-Korea de 'Sino-North Korean Mutual Aid and Cooperation Friendship Treaty', waarin China beloofde Noord-Korea militaire ondersteuning te geven in geval van een aanval op het land. Het verdrag was telkens voor twintig jaar geldig en is voor het laatst in 2001 verlengd, waardoor China tot 2021 bondgenoot van Noord-Korea blijft.
De Korea-oorlog wordt wel de 'vergeten oorlog' genoemd, omdat hij ondergesneeuwd is geraakt tussen de Tweede Wereldoorlog  en de soortgelijke maar veel bekendere Vietnamoorlog (1955-1975).

## Na de oorlog

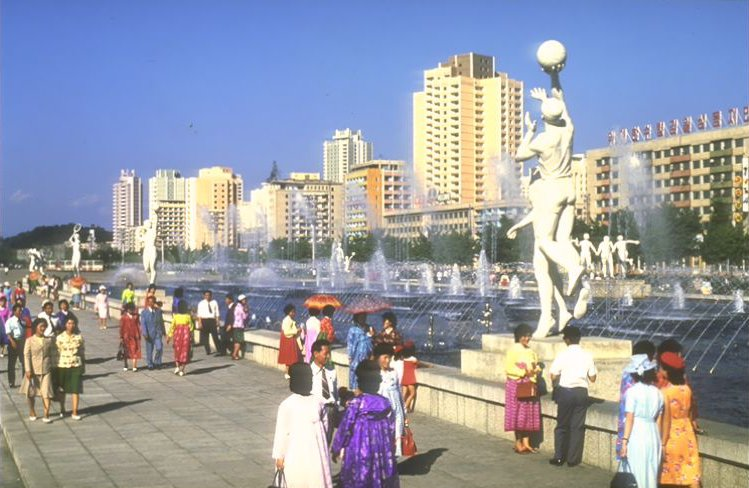
De Noord-Koreaanse hoofdstad Pyongyang in 1989

Noord-Korea herstelde zich snel van de verwoestende oorlog; rond 1960 was het land in redelijke staat van ontwikkeling en in de daaropvolgende jaren kwam nadruk te liggen op industriële ontwikkeling; tegen 1970 was het land het meest geïndustrialiseerde van Azië, op Japan na. Rond dezelfde tijd begon Noord-Korea zich af te wenden van de Sovjet-Unie, terwijl de opstelling tegenover Zuid-Korea feller werd, waarbij gedurende de jaren zestig verscheidene gewelddadige incidenten plaatsvonden. Op 21 januari 1968 werd een aanslag op de Zuid-Koreaanse president Park Chung-hee uitgevoerd in Seoul en twee dagen later werd het Amerikaanse spionageschip USS Pueblo geënterd en de bemanning elf maanden gevangen gehouden. 
Desalniettemin kwamen Noord- en Zuid-Korea op 4 juli 1970 met een gezamenlijke verklaring dat door beide partijen naar wegen tot hereniging gezocht zou worden; sporadische besprekingen hiertoe vonden gedurende de jaren tachtig plaats. In dezelfde periode werden aan de zoon van Kim Il-sung, Kim Jong-il, hoge overheidsposities toegewezen waarmee de weg naar opvolging van zijn vader werd vrijgemaakt.

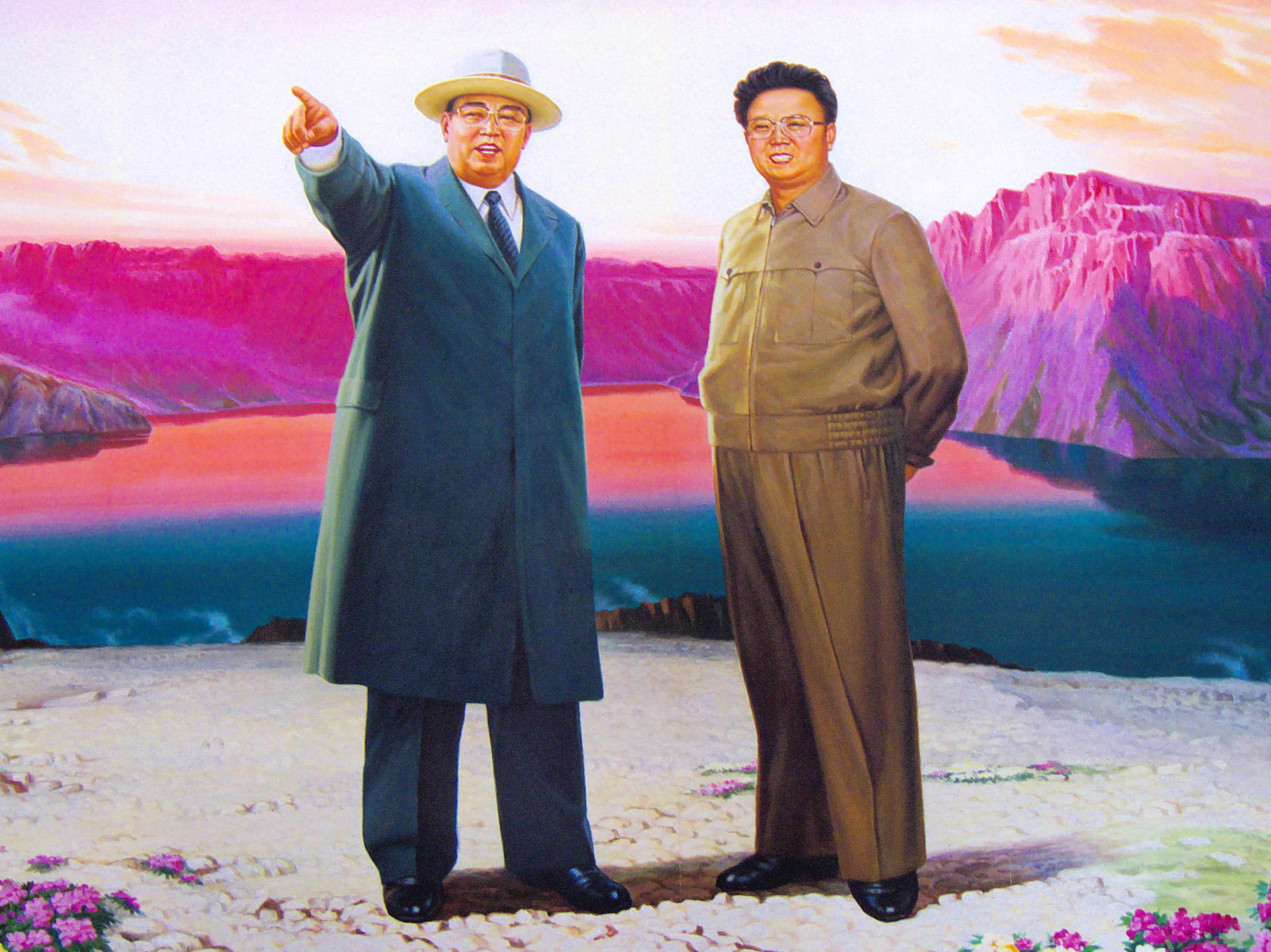
Een schilderij toont Kim Il-sung en Kim Jong-il in Pyongyang, familieleden en voorgangers van regerend president Kim Jong-un, op de berg Paektusan.

In 1991 werd Noord-Korea (evenals Zuid-Korea) lid van de Verenigde Naties, en in 1992 sloot Noord-Korea een akkoord over het bevriezen van zijn nucleaire programma met het Internationaal Atoomenergieagentschap, een instantie van de Verenigde Naties. Dit akkoord werd in 1993 geschonden met het weigeren van inspecties van nucleair gevoelige plaatsen. Tegen het eind van dat jaar meldde de CIA dat Noord-Korea waarschijnlijk minstens één kernwapen zou bezitten.
In 1995 werd overeengekomen dat Noord-Korea zijn bestaande kernreactoren – die in staat zijn plutonium te produceren dat geschikt is voor vervaardiging van kernwapens – zou sluiten, in ruil voor financiering en organisatie, door een internationaal consortium, van de bouw van twee moderne kernreactoren (lichtwaterreactoren), die ongeschikt zouden zijn voor vervaardiging van plutonium, dat te gebruiken is voor kernwapens.
De jaren negentig werden in Noord-Korea voor een groot deel getekend door een enorme voedselcrisis die het gehele decennium voort zou duren en ten slotte tussen de 2 en 3 miljoen levens zou kosten. Als oorzaken voor de crisis zijn aangemerkt het beperken van subsidies door Rusland en China, het strikte overheidsbeleid ten aanzien van de landbouw en een opeenvolging van droge en natte perioden.
Ook na de hongersnood bleef de voedselvoorziening gebrekkig. Als gevolg daarvan vluchten veel Noord-Koreanen naar China. China erkent hen echter niet als vluchteling en stuurt hen terug naar Noord-Korea. Aangezien vluchten naar het buitenland een ernstig misdrijf is in Noord-Korea, werden en worden de teruggekeerde vluchtelingen gestraft met opsluiting in werkkampen, gevangenisstraf of wellicht zelfs de doodstraf.

## Toenadering en frictie

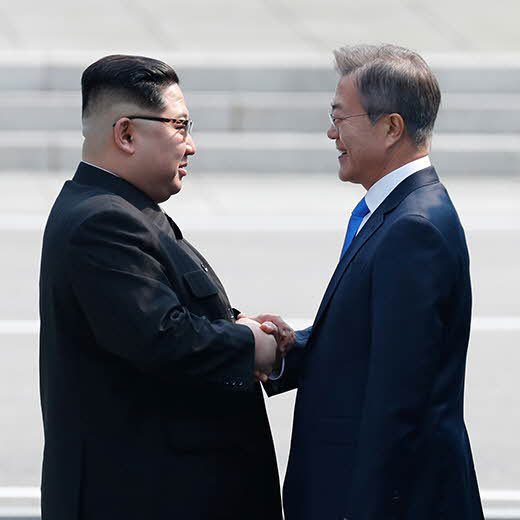
Kim Jong-un en de Zuid-Koreaanse president Moon Jae-in ontmoetten elkaar in april 2018 aan de zwaarbeveiligde grens.

In juni 2000 werd in het kader van de Sunshine-politiek het streven naar het aanhalen van de betrekkingen en economische samenwerking tussen Noord- en Zuid-Korea als doelstelling overeengekomen, hetgeen leidde tot een minimum aan versoepeling in de regelgeving die tot dan toe een strakke scheiding tussen de twee staten moest garanderen. Ook de betrekkingen met Japan werden aangehaald, in 2002 voor het eerst sinds 1948. Streven naar normalisatie van de verhoudingen tussen de twee landen werd in een gezamenlijke verklaring in september 2002 tot doel gesteld. Zaken als de kwestie van ontvoerde Japanse burgers die zich nog steeds in Noord-Korea zouden bevinden, blijven de relaties echter gespannen houden. Tegelijkerijd kozen de Verenigde Staten onder George W. Bush een fellere koers, waarin Noord-Korea werd bestempeld tot een schurkenstaat en tot onderdeel van de as van het kwaad.
In 2003, het jaar waarin de Irakoorlog begon vanwege de vermoede aanwezigheid van massavernietigingswapens, trok Noord-Korea zich wederom terug uit het non-proliferatieverdrag en werd het kernwapenprogramma hervat. De eerste kernproef werd in 2006 aangekondigd. In 2007 verbleven er 250.000 Noord-Koreaanse vluchtelingen in China.
Onder het Amerikaanse presidentschap van Barack Obama nam de druk op het regime in eerste instantie af en leek even sprake van een politieke detente. Zo gaf het New York Philharmonic in februari 2008 een concert in Pyongyang in Noord-Korea onder leiding van dirigent Lorin Maazel. De spanningen namen echter toe met de voortzetting van het atoomprogramma en met herhaaldelijke aanvallen van het noorden op het zuiden, waaronder een aanslag op de korvet Cheonan en een granaataanval op Yeonpyeong, beide in 2010.
Kim Jong-il werd na zijn overlijden in december 2011 opgevolgd door zijn zoon Kim Jong-un, die nieuwe kernproeven overzag en vermoedelijk de opdracht gaf tot de moord op zijn halfbroer Kim Jong-nam in 2017. Rond de Olympische Winterspelen 2018, georganiseerd in het Zuid-Koreaanse Pyeongchang, brak een periode van ontdooiing aan. Bij een ontmoeting met de Zuid-Koreaanse president Moon Jae-in zette Kim Jong-un als eerste Noord-Koreaanse leider voet op Zuid-Koreaanse bodem.
Geschiedenis van:
Afghanistan · 
Armenië · 
Azerbeidzjan · 
Bahrein · 
Bangladesh · 
Bhutan · 
Brunei · 
Cambodja · 
China · 
Filipijnen · 
Georgië · 
India · 
Indonesië · 
Irak · 
Iran · 
Israël · 
Japan · 
Jemen · 
Jordanië · 
Joodse Autonome Oblast · 
Kazachstan · 
Kirgizië · 
Koeweit · 
Korea (Noord-Korea, Zuid-Korea) · 
Laos · 
Libanon · 
Maldiven · 
Maleisië · 
Mongolië · 
Myanmar · 
Nepal · 
Oezbekistan · 
Oman · 
Oost-Timor · 
Pakistan · 
Palestina · 
Qatar · 
Rusland ·  
Saoedi-Arabië · 
Siberië · 
Singapore · 
Sri Lanka · 
Syrië · 
Tadzjikistan · 
Taiwan · 
Thailand · 
Tibet · 
Toeva · 
Turkije · 
Turkmenistan · 
Verenigde Arabische Emiraten · 
Vietnam · 
Xinjiang
Midden-Oosten · Centraal-Azië · Zuid-Azië